# Off the derech
Sociológicamente, off the derech (literalmente "fuera del camino"), es un término utilizado por los judíos ortodoxos para describir a alguien que voluntariamente deja de practicar la frumkeit (cumplir con las Mitzvot y guardar los preceptos del judaísmo rabínico). El término se aplica normalmente a adolescentes rebeldes en la comunidad judía ortodoxa. Los jóvenes que aún no han abandonado el camino pero muestran signos contra la norma ortodoxa, como cambio en la forma de vestir o tener amigos "off the derech" suelen llamarse "jóvenes en riesgo".